# Chilcomb
Chilcomb is een civil parish in het bestuurlijke gebied Winchester, in het Engelse graafschap Hampshire met 90 inwoners.